# Noh Jung-yoon
Noh Jung-yoon ((노정윤?, 盧廷潤?); Incheon, 28 marzo 1971) è un ex calciatore sudcoreano, di ruolo centrocampista.